# Ukon Wacka
Ukon Wacka es el séptimo álbum de la banda finlandesa de folk metal Korpiklaani, lanzado el 4 de febrero de 2011 a través de Nuclear Blast. El título hace referencia a una antigua fiesta pagana de sacrificio, dedicada a Ukko.

## Listado de canciones[2][3]
1. "Louhen Yhdeksäs Poika" - 3:23
2. "Päät Pois Tai Hirteen" - 3:14
3. "Tuoppi Oltta" - 3:34
4. "Lonkkaluut" - 5:39
5. "Tequila" - 2:42
6. "Ukon Wacka" - 5:08
7. "Korvesta Liha" - 4:31
8. "Koivu Ja Tähti" - 4:17
9. "Vaarinpolkka" - 2:19
10. "Surma" - 6:20
11. "Iron Fist" (cover de Motörhead; bonus track)

## Créditos[4]
- Jonne Järvelä – voz principal, guitarra eléctrica
- Jarkko Aaltonen – bajo
- Matti Johansson – percusión
- Juho Kauppinen – acordeón
- Jaakko Lemmetty – gaitas, jouhikko, flauta, violín
- Kalle Savijärvi – guitarra eléctrica